# Список птиц Французской Полинезии
Это список видов птиц, зарегистрированных во Французской Полинезии. Орнитофауна Французской Полинезии включает в себя, в общей сложности, 122 вида, из которых 27 видов являются эндемиками, 14 были интродуцированы людьми и 16 видов являются редкими или случайными. Из них 27 видов являются глобально угрожаемыми.
Таксономический режим этого перечня (обозначение и последовательность отрядов, семейств и видов) и номенклатура (общие и научные названия) следуют соглашениям 6-го издания The Clements Checklist of Birds of the World. Семейства в начале каждой главы отражают эту таксономию, как и число видов, найденное в каждом семействе. Ввезённые и случайные виды включены в общую численность для Французской Полинезии.
Следующие теги были использованы для выделения нескольких категорий. Часто встречающиеся местные виды не попадают ни в одну из этих категорий.
- (A) Accidental — вид, который редко или случайно встречается во Французской Полинезии.
- (E) Endemic — вид, эндемичный для Французской Полинезии.
- (I) Introduced — вид, ввезённый во Французскую Полинезию, как следствие прямых или косвенных действий человека.

## Альбатросы
- Отряд: Буревестникообразные
  - Семейство: Альбатросовые
    - Странствующий альбатрос, Diomedea exulans
    - Королевский альбатрос, Diomedea epomophora
    - Чернобровый альбатрос, Thalassarche melanophris (A)

## Буревестники и тайфунники
- Отряд: Буревестникообразные
  - Семейство: Буревестниковые
    - Южный гигантский буревестник, Macronectes giganteus (A)
    - Капский голубок, Daption capense (A)
    - Длиннокрылый тайфунник, Pterodroma macroptera
    - Таитянский тайфунник, Pterodroma rostrata
    - Белоголовый тайфунник, Pterodroma lessonii
    - Белый тайфунник, Pterodroma alba
    - Пёстрый тайфунник, Pterodroma inexpectata
    - Тайфунник Мэрфи, Pterodroma ultima
    - Кермадекский тайфунник, Pterodroma neglecta
    - Тринидадский тайфунник, Pterodroma heraldica
    - Хендерсонский тайфунник, Pterodroma atrata
    - Белошейный тайфунник, Pterodroma externa
    - Тайфунник Кука, Pterodroma cookii (A)
    - Чернокрылый тайфунник, Pterodroma nigripennis
    - Голубой буревестник, Halobaena caerulea
    - Тайфунник Бульвера, Bulweria bulwerii
    - Серый толстоклювый буревестник, Procellaria cinerea
    - Розовоногий буревестник, Puffinus creatopus
    - Клинохвостый буревестник, Puffinus pacificus
    - Серый буревестник, Puffinus griseus
    - Тонкоклювый буревестник, Puffinus tenuirostris
    - Рождественский буревестник, Puffinus nativitatis
    - Малый буревестник, Puffinus assimilis
    - Puffinus bailloni
    - Буревестник Рапа, Puffinus myrtae

## Качурки
- Отряд: Буревестникообразные
  - Семейство: Качурки
    - Белолицая качурка, Pelagodroma marina
    - Белобрюхая качурка, Fregetta grallaria
    - Белогорлая качурка, Nesofregetta fuliginosa
    - Мадейрская качурка, Oceanodroma castro (A)
    - Северная качурка, Oceanodroma leucorhoa

## Фаэтоны
- Отряд: Фаэтонообразные
  - Семейство: Фаэтоновые
    - Красноклювый фаэтон, Phaethon aethereus (A)
    - Краснохвостый фаэтон, Phaethon rubricauda
    - Белохвостый фаэтон, Phaethon lepturus

## Бакланы и олуши
- Отряд: Пеликанообразные
  - Семейство: Олушевые
    - Голуболицая олуша, Sula dactylatra
    - Красноногая олуша, Sula sula
    - Бурая олуша, Sula leucogaster

## Фрегаты
- Отряд: Suliformes
  - Семейство: Fregatidae
    - Большой фрегат, Fregata minor
    - Фрегат Ариель, Fregata ariel

## Выпи, цапли и белые цапли
- Отряд: Аистообразные
  - Семейство: Цаплевые
    - Большая голубая цапля, Ardea herodias
    - Большая белая цапля, Ardea alba
    - Восточная рифовая цапля, Egretta sacra
    - Египетская цапля, Bubulcus ibis
    - Зелёная кваква, Butorides striatus

## Утки, гуси и лебеди
- Отряд: Гусеобразные
  - Семейство: Утиные
    - Серая кряква, Anas superciliosa
    - Шилохвость, Anas acuta (A)
    - Широконоска, Anas clypeata

## Ястребы, коршуны и орлы
- Отряд: Ястребообразные
  - Семейство: Ястребиные
    - Австралийский болотный лунь, Circus approximans (I)

## Фазаны и куропатки
- Отряд: Курообразные
  - Семейство: Фазановые
    - Банкивская джунглевая курица, Gallus gallus (I)
    - Обыкновенный фазан, Phasianus colchicus (I)

## Пастушки, погоныши, султанки и лысухи
- Отряд: Журавлеобразные
  - Семейство: Пастушковые
    - Крапчатый погоныш, Porzana tabuensis
    - Султанка, Porphyrio porphyrio melanotus

## Зуйки и чибисы
- Отряд: Ржанкообразные
  - Семейство: Ржанковые
    - Бурокрылая ржанка, Pluvialis fulva
    - Тулес, Pluvialis squatarola (A)
    - Перепончатопалый галстучник, Charadrius semipalmatus (A)

## Песочники и другие
- Отряд: Ржанкообразные
  - Семейство: Бекасовые
    - Таитянский кроншнеп, Numenius tahitiensis
    - Желтоногий улит, Tringa flavipes (A)
    - Пепельный улит, Tringa brevipes
    - Американский пепельный улит, Tringa incana
    - Туамотский песочник, Prosobonia parvirostris (E)
    - Камнешарка, Arenaria interpres
    - Песчанка, Calidris alba
    - Дутыш, Calidris melanotos
    - Канадский песочник, Tryngites subruficollis (A)
    - Турухтан, Philomachus pugnax (A)

## Поморники
- Отряд: Ржанкообразные
  - Семейство: Поморниковые
    - Средний поморник, Stercorarius pomarinus
    - Короткохвостый поморник, Stercorarius parasiticus (A)

## Чайки, крачки и водорезы
- Отряд: Ржанкообразные
  - Семейство: Чайковые
    - Делавэрская чайка, Larus delawarensis (A)
    - Ацтекская чайка, Leucophaeus atricilla (A)
    - Франклинова чайка, Leucophaeus pipixcan (A)
    - Большая хохлатая крачка, Thalasseus bergii
    - Очковая крачка, Sterna lunata
    - Onychoprion fuscatus
    - Чёрная глупая крачка, Anous minutus
    - Обыкновенная глупая крачка, Anous stolidus
    - Голубая крачка, Procelsterna cerulea
    - Белая крачка, Gygis alba

## Голуби и горлицы
- Отряд: Голубеобразные
  - Семейство: Голубиные
    - Сизый голубь, Columba livia (I)
    - Полосатая горлица, Geopelia striata (I)
    - Краснокрылый куриный голубь, Gallicolumba erythroptera (E)
    - Маркизский куриный голубь, Gallicolumba rubescens (E)
    - Серо-зелёный пёстрый голубь, Ptilinopus purpuratus (E)
    - Ptilinopus chalcurus (E)
    - Атолловый пёстрый голубь, Ptilinopus coralensis (E)
    - Длинноклювый пёстрый голубь, Ptilinopus huttoni (E)
    - Белошапочный пёстрый голубь, Ptilinopus dupetithouarsii (E)
    - Красношапочный пёстрый голубь, Ptilinopus mercierii (E)
    - Тихоокеанский плодоядный голубь, Ducula pacifica (I)
    - Таитянский плодоядный голубь, Ducula aurorae (E)
    - Маркизский плодоядный голубь, Ducula galeata (E)

## Попугаи и другие
- Отряд: Попугаеобразные
  - Семейство: Попугаевые
    - Рубиновый лори-отшельник, Vini kuhlii (E)
    - Синий лори-отшельник, Vini peruviana (E)
    - Ультрамариновый лори-отшельник, Vini ultramarina (E)

## Кукушки и коэли
- Отряд: Кукушкообразные
  - Семейство: Кукушковые
    - Длиннохвостый коэль, Eudynamys taitensis

## Типичные совы
- Отряд: Совообразные
  - Семейство: Совиные
    - Виргинский филин, Bubo virginianus (I)

## Стрижи
- Отряд: Стрижеобразные
  - Семейство: Стрижиные
    - Таитянская салангана, Aerodramus leucophaeus (E)
    - Маркизская салангана, Aerodramus ocistus (E)

## Зимородки
- Отряд: Ракшеобразные
  - Семейство: Зимородковые
    - Таитянская альциона, Todirhamphus veneratus (E)
    - Бораборская альциона, Todirhamphus tutus
    - Маркизская альциона, Todirhamphus godeffroyi (E)
    - Туамотская альциона, Todirhamphus gambieri (E)

## Ласточки и стрижи
- Отряд: Воробьинообразные
  - Семейство: Ласточковые
    - Береговушка, Riparia riparia
    - Деревенская ласточка, Hirundo rustica
    - Коричневогорлая ласточка, Hirundo tahitica

## Трясогузки и коньки
- Отряд: Воробьинообразные
  - Семейство: Трясогузковые
    - Белая трясогузка, Motacilla alba

## Бюльбюли
- Отряд: Воробьинообразные
  - Семейство: Бюльбюлевые
    - Розовобрюхий настоящий бюльбюль, Pycnonotus cafer (I)

## Камышовки
- Отряд: Воробьинообразные
  - Семейство: Acrocephalidae
    - Длинноклювая камышовка, Acrocephalus caffer (E)
    - Атолловая камышовка, Acrocephalus atyphus (E)
    - Риматарайская камышовка, Acrocephalus rimatarae (E)
    - Acrocephalus percernis (E)
    - Acrocephalus mendanae (E)

## Мухоловки Старого Света
- Отряд: Воробьинообразные
  - Семейство: Мухоловковые
    - Обыкновенная каменка, Oenanthe oenanthe

## Монархи
- Отряд: Воробьинообразные
  - Семейство: Монархи
    - Таитянская помарея, Pomarea nigra (E)
    - Хуахунская помарея, Pomarea iphis (E)
    - Pomarea mira (E)
    - Маркизская помарея, Pomarea mendozae (E)
    - Фатухивская помарея, Pomarea whitneyi (E)

## Белоглазки
- Отряд: Воробьинообразные
  - Семейство: Белоглазковые
    - Серебряная белоглазка, Zosterops lateralis (I)

## Скворцы
- Отряд: Воробьинообразные
  - Семейство: Скворцовые
    - Обыкновенная майна, Acridotheres tristis (I)

## Астрильды и другие
- Отряд: Воробьинообразные
  - Семейство: Вьюрковые ткачики
    - Волнистый астрильд, Estrilda astrild (I)
    - Краснобровый астрильд, Neochmia temporalis (I)
    - Каштановогрудая амадина, Lonchura castaneothorax (I)

## Танагры
- Отряд: Воробьинообразные
  - Семейство: Танагровые
    - Малиновобрюхая расписная танагра, Ramphocelus dimidiatus (I)